# José Antonio Rodríguez Martínez
José Antonio Rodríguez Martínez, né le 27 mai 1931 à Santander, est un homme politique espagnol membre du Parti populaire (PP).
Il est président de la Députation régionale de Cantabrie entre 1983 et 1984.

## Biographie

### Éléments professionnels
Il étudie le droit à l'université d'Oviedo et devient avocat en 1953.

### Débuts rapides en politique
En 1979, il rejoint l'Union du centre démocratique (UCD). Il est positionné en deuxième sur la liste du parti à Santander. Élu au conseil municipal de la ville, il fait aussi son entrée à la députation provinciale. Il en prend la présidence le 27 avril, avec le soutien de 18 élus sur 27. 

### Président de la Députation régionale
À la suite de l'entrée en vigueur du statut d'autonomie de la Cantabrie, la députation provinciale se transforme en Assemblée régionale et doit élire un président de la Députation régionale provisoire.
Alors que l'UCD choisit Justo de las Cuevas, José Antonio Rodríguez fait scission avec huit élus et s'assure le soutien du Parti socialiste de Cantabrie-PSOE, du Parti régionaliste de Cantabrie et du Parti d'action démocratique. Le 15 mars 1982, il est investi par 20 voix contre 12, et se fait alors expulser de l'UCD.
Pour l'élection régionale du 8 mai 1983, il est choisi pour mener la campagne de l'alliance de droite, la Coalition populaire (CP), disposant de l'appui de la direction nationale de l'Alliance populaire (AP) et du Parti démocrate populaire (PDP). Le jour du vote, la CP totalise 44,2 % des voix et 18 députés sur 35 à l'Assemblée régionale. Ainsi, le 15 juin, José Antonio Rodríguez est investi président de la Députation régionale par 18 voix contre 17.

### Fin de parcours politique
Le renvoi du conseiller aux Travaux publics et son refus d'appliquer l'accord signé avec la CP entrainent une crise majeure avec l'AP et au sein de la coalition. Il est contraint de démissionner le 2 mars 1984. Le 27 mars, Ángel Díaz de Entresotos prend sa suite.
Il rejoint par la suite le Parti démocrate populaire, mais ne se présente pas au scrutin régional de 1987. Il quitte alors la vie politique.